# Seichō-no-Ie

Logo von Seicho-no-ie

Seichō-no-Ie (jap. 生長の家, „Haus des Wachstums“) ist eine von Taniguchi Masaharu gegründete neureligiöse Bewegung, die eine Strömung innerhalb der sog. Neugeist-Bewegung darstellt.

## Entstehung
Offiziell begründet wurde Seichō-no-Ie von Taniguchi mit der Herausgabe der gleichnamigen Zeitschrift im Jahre 1930. Eigentlich entwickelt sich die Bewegung aus den Abonnenten dieser Zeitschrift.

## Lehre und Praxis
Als Hauptlehren bezeichnet die Seichō-no-Ie-Bewegung:
1. Das Wort ist Schöpfer alles Seienden, denn was man denkt oder ausspricht hat einen „Verwirklichungsdrang“.
2. Zwischen allen Religionen besteht eine innere Einheit, denn sie basieren auf dem einen Gott des Universums.
3. Der Zweck des irdischen Daseins ist die Seelenentwicklung in der „Lebensschule“.
4. Der Mensch ist ein Kind Gottes, ein vollkommen göttliches Wesen.
5. Es gibt keine Sünde, nur Schuldgefühle, von denen sich der Mensch befreien muss.
6. Die physische Welt spiegelt die innere Welt des Menschen wider.
7. Der Mensch muss sich mit allem im Universum versöhnen und zu innerer Harmonie gelangen.
8. Nur der eine Gott und sein Reich sind wirklich.
9. Der Mensch muss sich um Wahrheitssuche bemühen, denn Wahrheit ist nichts rein Intellektuelles.

Seichō-no-Ie ist eine synkretistische Religion, die Elemente des Christentums, insbesondere der Christian Science, des Buddhismus, des Shintoismus und der Neugeist-Lehre, hier speziell den Ansatz von Ernest Holmes, enthält.
Zur Praxis von Seichō-no-Ie gehört die Shinsokan-Meditation.